# Nordmolo
Nordmolo (indonesisch Molo Utara, auch Mollo Utara) ist ein indonesischer Distrikt (Kecamatan) im Westen der Insel Timor.

## Geographie
| „Dorf“ (Desa) | Verwaltungssitz | Fläche    | Einwohner | Bevölkerungs- dichte |
| ------------- | --------------- | --------- | --------- | -------------------- |
| Leloboko      | Leloboko        | 17,55 km² | 789       | 45                   |
| Nefokoko      | Nefokoko        | 24,98 km² | 1.361     | 54                   |
| Lelobatan     | Hoineno         | 19,60 km² | 1.332     | 68                   |
| Netpala       | Taimanu         | 8,30 km²  | 1.742     | 210                  |
| Obesi         | Kapan           | 2,49 km²  | 1.289     | 518                  |
| Eonbesi       | Lelokasan       | 7,74 km²  | 2.306     | 298                  |
| Bosen         | Bosen           | 8,11 km²  | 1.833     | 226                  |
| Sebot         | Besnake         | 9,60 km²  | 1.434     | 149                  |
| Ajaobaki      | Sikam           | 5,44 km²  | 1.916     | 352                  |
| Bijaepunu     | Bijaepunu       | 6,37 km²  | 1.710     | 268                  |
| Halme         | Oelamasi        | 29,44 km² | 596       | 20                   |
| Tunua         | Tunua           | 6,83 km²  | 1.820     | 266                  |
| Fatukoto      | Fatukoto        | 25,44 km² | 2.149     | 84                   |
| Ius Molo      | Kolonteke       | 9,04 km²  | 777       | 86                   |
| Kokfeu        | Tabu            | 4,60 km²  | 501       | 109                  |
| Tomanat       | Feku            | 18,91 km² | 698       | 37                   |
| Tofen         | Kapantunan      | 1,43 km²  | 1.091     | 763                  |
| Taiftob       | Ajaoana         | 2,33 km²  | 1.300     | 558                  |

Der Distrikt befindet sich im Nordwesten des Regierungsbezirks Südzentraltimor (Timor Tengah Selatan) der Provinz Ost-Nusa-Tenggara (Nusa Tenggara Timur). Im Westen liegt der Distrikt Nunbena, im Norden Fatumnasi und Tobu, im Osten Polen, im Süden Zentralmollo (Mollo Tengah)  und im Südwesten Westmollo (Mollo Barat).
Nordmolo hat eine Fläche von 206,20 km² und teilt sich in die 18 Desa Leloboko, Nefokoko, Lelobatan, Netpala, Obesi, Eonbesi, Bosen, Sebot, Ajaobaki, Bijaepunu, Halme, Tunua, Fatukoto, Ius Molo (Ius Mollo), Kokfeu, Tomanat, Tofen und Taiftob. Die Desas unterteilen sich noch in 47 Dusuns („Unterdörfer“). Der Verwaltungssitz befindet sich in Obesi. Der Distrikt liegt im Hochland von Timor. Am niedrigsten liegt das Desa Halme mit 518 m, während Ius Molo auf 1223 m und Leloboko sich sogar auf 1237 m befindet. Das tropische Klima teilt sich, wie sonst auch auf Timor, in eine Regen- und eine Trockenzeit. Regentage gibt es zwar das ganze Jahr über, nur sind sie von Juni bis November seltener. Regenreichster Monat ist der Februar, in dem mehr als ein Viertel der gesamten jährlichen Regenmenge fällt. 2016 wurden 1850 mm Niederschläge gemessen.

## Flora
Im Distrikt finden sich Vorkommen von Vachellia leucophloea (indonesisch Kabesak), Teak und Kiefern.

## Einwohner
2017 lebten in Nordmolo 24.644 Einwohner in 5.445 Haushalten. 12.200 waren Männer, 12.444 Frauen. Die Bevölkerungsdichte lag bei 118 Personen pro Quadratkilometer. 97,6 % der Einwohner von Nordmolo sind Protestanten, 2,24 bekennen sich zum katholischen Glauben, 0,47 % sind Muslime und 0,03 % Hindu. Im Distrikt gab es eine katholische und 51 protestantische Kirchen und Kapellen. Außerdem eine Moschee.

## Wirtschaft und Infrastruktur
Die meisten Einwohner des Distrikts leben von der Landwirtschaft. Als Haustiere werden Rinder (11.139), Pferde (204), Büffel (fünf), Schweine (8.347), Ziegen (627) und Hühner (21.445) gehalten. Auf 2.352 Hektar wird Mais angebaut, auf 173 Hektar Reis, auf 15 Hektar Maniok, auf 67 Hektar Süßkartoffeln und auf 100 Hektar Erdnüsse. Weitere landwirtschaftliche Produkte sind Knoblauch, Schalotten, Karotten, Kartoffeln, Kohl, Bohnen, Tomaten, Chili, Auberginen, Wasserspinat, Avocado, Mangos, Tangerinen, Orangen, Guaven, Papayas, Bananen und Jackfrüchte.
In Nordmolo gibt es 26 Grundschulen (19 staatliche und sieben private), zehn Mittelschulen (sieben staatliche und drei private) und vier weiterführende Schulen (eine staatliche in Ajaobaki und drei private). Zur medizinischen Versorgung stehen ein kommunales Gesundheitszentrum (Puskesmas) in Obesi, drei medizinische Versorgungszentren (Puskesmas Pembantu) und ein Hebammenzentrum (Polindes) zur Verfügung.